# Liste des classes préparatoires scientifiques
Pour un article plus général, voir Liste des classes préparatoires aux grandes écoles.
La liste des classes préparatoires scientifiques recense, par académie, les établissements en France accueillant, pour l'année universitaire 2022-2023, des CPGE scientifiques, et les filières proposées.
Ces informations officielles sont publiées annuellement par le ministère de l'Enseignement supérieur et de la Recherche et, pour cette liste, dans le bulletin officiel no 9 du 3 mars 2022.

## Les différentes voies

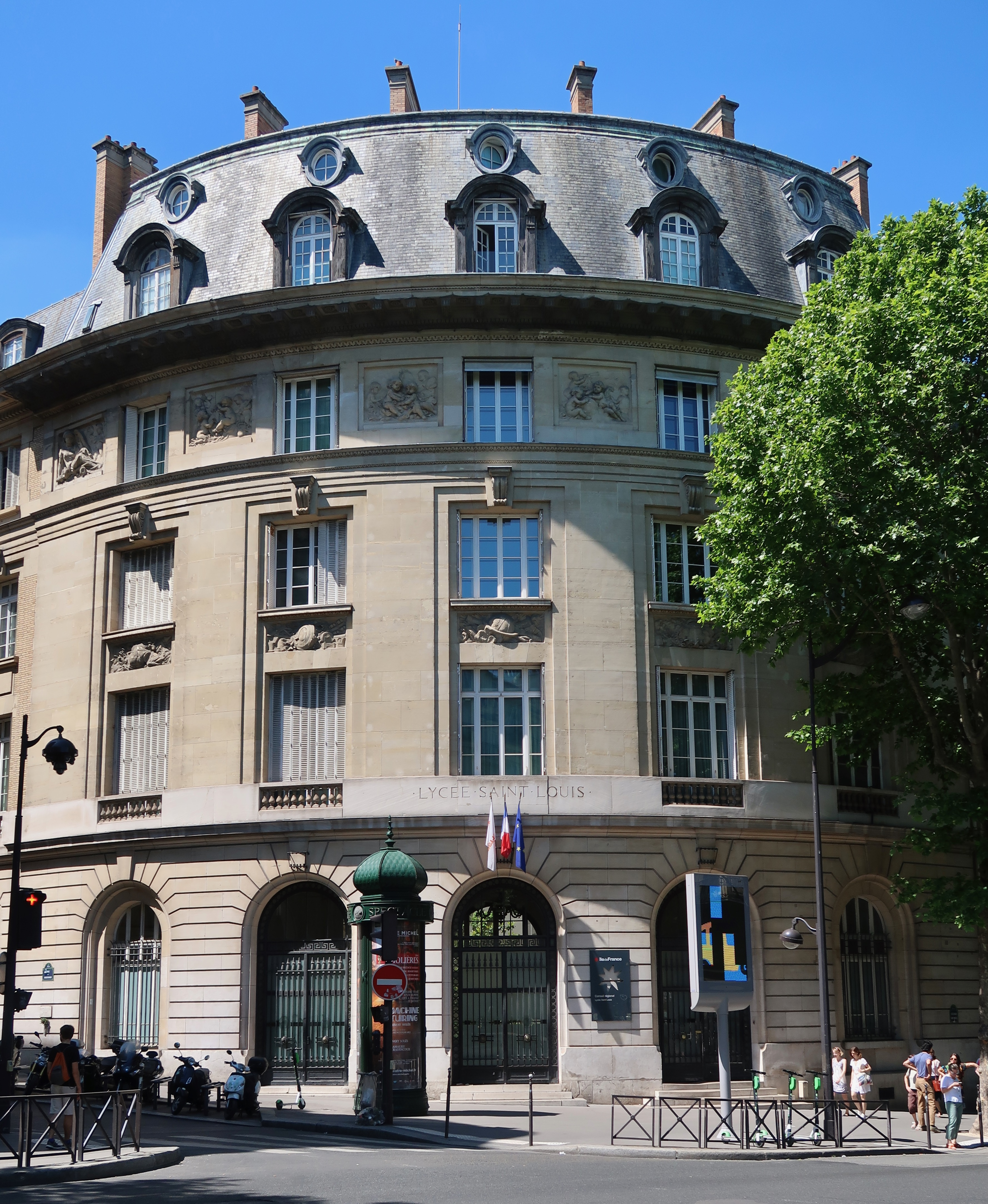
Le lycée Saint-Louis n'accueille que des classes préparatoires, essentiellement scientifiques.

Les classes préparatoires scientifiques accessibles après un baccalauréat général, sont décrites par les sigles suivants :
- MP pour  mathématiques et physique, accessible  après une classe préparatoire mathématiques, physique et sciences de l'ingénieur (MPSI) ou une classe préparatoire mathématiques, physique, informatique et sciences de l'ingénieur (MP2I) ;
- MPI pour mathématiques, physique et informatique, accessible après une MP2I ;
- PC pour physique et chimie, accessible après une classe préparatoire physique, chimie et sciences de l'ingénieur (PCSI) ;
- PT pour physique et technologie, accessible après une classe préparatoire physique, technologie et sciences de l'ingénieur (PTSI) ;
- PSI pour physique et sciences de l'ingénieur, accessible après une MPSI, une PCSI, une MP2I ou une PTSI ;
- BCPST pour biologie, chimie, physique et sciences de la Terre, la classe de première année permettant d'y accéder portant le même nom.

Le schéma ci-dessous résume les liens entre les différentes sections.

Articulation entre les voies CPGE post-baccalauréat général.

Pour les élèves diplômés d'un baccalauréat technologique ou professionnel, trois voies sont proposées,. Elles portent le même nom en première et deuxième année :
- TSI pour technologie et sciences industrielles ;
- TPC pour technologie, physique et chimie ;
- TB pour technologie et biologie.

Enfin, la voie ENS Cachan permet aux étudiants, titulaires d'un baccalauréat général ou plus fréquemment d'un Baccalauréat sciences et technologies du design et des arts appliqués (STD2A), de passer le concours d'entrée à l'École normale supérieure Paris-Saclay.
Les titulaires d'un BTS ou d'un DUT scientifique ou technologique ont accès aux classes préparatoires adaptation technicien supérieur (ATS), qui sont des formations en un an.

## Filières scientifiques après un baccalauréat
Seules les classes de seconde année sont recensées ci-après. 
Les classes étoilées ne sont pas distinguées. Ainsi un établissement ayant une classe PT et une classe PT* sera crédité de deux classes PT.
Certaines classes MPI sont constituées d'une demi-classe MP et d'une demi-classe MPI, voire sont limitées à une demi-division, sans que cette distinction soit précisée.
Les établissements d'enseignement privés sous contrat font l'objet de tableaux spécifiques.

### Aix-Marseille
| Ville                 | Nom              | MP | MPI | PC | PT | PSI | BCPST | TSI | TPC | TB | ENS Cachan | Total |
| --------------------- | ---------------- | -- | --- | -- | -- | --- | ----- | --- | --- | -- | ---------- | ----- |
| Aix-en-Provence       | Paul-Cézanne     | 1  |     | 2  |    | 1   |       |     |     |    |            | 4     |
| Aix-en-Provence       | Vauvenargues     |    |     |    | 2  |     |       |     |     |    |            | 2     |
| Avignon               | Frédéric-Mistral |    |     |    |    | 1   |       |     |     |    |            | 1     |
| Marseille (1er arrt.) | Thiers           | 2  | 1   | 2  |    | 1   | 3     |     |     |    |            | 9     |
| Marseille (10e arrt.) | Jean-Perrin      |    |     |    | 2  | 1   |       |     |     |    |            | 3     |
| Marseille (13e arrt.) | Antonin-Artaud   |    |     |    |    |     |       | 1   |     |    |            | 1     |
| Marseille (5e arrt.)  | Marie-Curie      |    |     |    |    |     |       |     |     | 1  |            | 1     |
| Salon-de-Provence     | L'Empéri         |    |     | 1  |    |     |       |     |     |    |            | 1     |

- Enseignement privé :

| Ville                | Nom                | MP | MPI | PC | PT | PSI | BCPST | TSI | Total |
| -------------------- | ------------------ | -- | --- | -- | -- | --- | ----- | --- | ----- |
| Avignon              | Saint-Joseph       |    |     | 1  |    |     |       |     | 1     |
| Marseille (6e arrt.) | Notre-Dame de Sion | 1  |     |    |    |     |       |     | 1     |

### Amiens
| Ville           | Nom                | MP | MPI | PC | PT | PSI | BCPST | TSI | TPC | TB | ENS Cachan | Total |
| --------------- | ------------------ | -- | --- | -- | -- | --- | ----- | --- | --- | -- | ---------- | ----- |
| Amiens          | Louis-Thuillier    | 1  | 1   | 2  |    | 1   | 2     | 1   |     |    |            | 8     |
| Compiègne       | Pierre-d'Ailly     |    |     | 1  |    |     |       |     |     |    |            | 1     |
| Nogent-sur-Oise | Marie-Curie        |    |     |    | 1  |     |       |     |     |    |            | 1     |
| Saint-Quentin   | Pierre-de-la-Ramée |    |     | 1  |    |     |       |     |     |    |            | 1     |

### Besançon
| Ville       | Nom              | MP | MPI | PC | PT | PSI | BCPST | TSI | TPC | TB | ENS Cachan | Total |
| ----------- | ---------------- | -- | --- | -- | -- | --- | ----- | --- | --- | -- | ---------- | ----- |
| Belfort     | Raoul-Follereau  |    |     | 1  | 1  | 1   |       |     |     |    |            | 3     |
| Besançon    | Victor-Hugo      | 1  | 1   | 2  |    | 1   | 1     |     |     |    |            | 6     |
| Besançon    | Jules-Haag       |    |     |    | 1  |     |       |     |     |    |            | 1     |
| Montbéliard | Germaine-Tillion |    |     |    |    |     |       | 1   |     |    |            | 1     |

### Bordeaux
| Ville     | Nom              | MP | MPI | PC | PT | PSI | BCPST | TSI | TPC | TB | ENS Cachan | Total |
| --------- | ---------------- | -- | --- | -- | -- | --- | ----- | --- | --- | -- | ---------- | ----- |
| Bayonne   | René-Cassin      |    |     | 1  |    |     |       |     |     |    |            | 1     |
| Bordeaux  | Michel-Montaigne | 2  | 1   | 2  |    | 2   | 2     |     |     |    |            | 9     |
| Bordeaux  | Gustave-Eiffel   |    |     |    | 2  | 2   |       |     |     |    |            | 4     |
| Bordeaux  | Camille-Jullian  | 1  |     | 1  |    |     |       |     |     |    |            | 2     |
| Talence   | Alfred-Kastler   |    |     |    |    |     |       |     | 1   |    |            | 1     |
| Pau       | Louis-Barthou    | 1  |     | 2  |    | 1   | 1     |     |     |    |            | 5     |
| Pau       | Saint-Cricq      |    |     |    |    |     |       | 1   |     |    |            | 1     |
| Périgueux | Bertran-de-Born  |    |     | 1  |    |     |       |     |     |    |            | 1     |

- Enseignement privé :

| Ville    | Nom                       | MP | MPI | PC | PT | PSI | BCPST | TSI | Total |
| -------- | ------------------------- | -- | --- | -- | -- | --- | ----- | --- | ----- |
| Bordeaux | Sainte-Marie-Grand-Lebrun | 1  |     |    |    |     |       |     | 1     |

### Clermont-Ferrand
| Ville            | Nom           | MP | MPI | PC | PT | PSI | BCPST | TSI | TPC | TB | ENS Cachan | Total |
| ---------------- | ------------- | -- | --- | -- | -- | --- | ----- | --- | --- | -- | ---------- | ----- |
| Clermont-Ferrand | Blaise-Pascal | 2  |     | 2  |    | 1   | 1     |     |     |    |            | 6     |
| Clermont-Ferrand | Lafayette     | 1  |     |    |    | 1   |       | 1   |     |    |            | 3     |
| Montluçon        | Paul-Constans |    |     |    | 1  |     |       |     |     |    |            | 1     |
| Thiers           | Jean-Zay      |    |     |    | 1  |     |       |     |     |    |            | 1     |

- Enseignement privé :

| Ville            | Nom                  | MP | MPI | PC | PT | PSI | BCPST | TSI | Total |
| ---------------- | -------------------- | -- | --- | -- | -- | --- | ----- | --- | ----- |
| Clermont-Ferrand | Godefroy-de-Bouillon | 1  |     |    |    |     |       |     | 1     |

### Corse
| Ville   | Nom                | MP | MPI | PC | PT | PSI | BCPST | TSI | TPC | TB | ENS Cachan | Total |
| ------- | ------------------ | -- | --- | -- | -- | --- | ----- | --- | --- | -- | ---------- | ----- |
| Ajaccio | Laetitia-Bonaparte |    |     |    | 1  | 1   |       |     |     |    |            | 2     |

### Créteil
| Ville                 | Nom                 | MP | MPI | PC | PT | PSI | BCPST | TSI | TPC | TB | ENS Cachan | Total |
| --------------------- | ------------------- | -- | --- | -- | -- | --- | ----- | --- | --- | -- | ---------- | ----- |
| Aubervilliers         | Le-Corbusier        |    |     |    | 1  |     |       | 1   |     |    |            | 2     |
| Cachan                | Lycée polyvalent    |    |     |    | 1  |     |       | 1   |     |    |            | 2     |
| Champagne-sur-Seine   | Lafayette           |    |     |    | 1  |     |       |     |     |    |            | 1     |
| Champigny-sur-Marne   | Langevin-Wallon     |    |     |    | 1  |     |       |     |     |    |            | 1     |
| Fontainebleau         | François-Ier        | 1  |     | 1  |    | 1   | 1     |     |     |    |            | 4     |
| Le Raincy             | Albert-Schweitzer   | 2  |     | 1  |    | 1   | 1     |     |     |    |            | 5     |
| Meaux                 | Henri-Moissan       |    |     |    |    | 1   |       |     |     |    |            | 1     |
| Meaux                 | Pierre-de-Coubertin |    |     |    | 1  |     |       | 1   |     |    |            | 2     |
| Melun                 | Jacques-Amyot       | 1  |     | 1  |    |     |       |     |     |    |            | 2     |
| Montreuil             | Condorcet           |    |     |    |    | 1   |       |     |     |    |            | 1     |
| Saint-Denis           | Paul-Éluard         | 1  |     |    |    | 1   |       |     |     |    |            | 2     |
| Saint-Maur-des-Fossés | Marcelin-Berthelot  | 2  |     | 2  |    | 2   | 3     |     |     |    |            | 9     |
| Saint-Maur-des-Fossés | D'Arsonval          |    |     |    |    | 1   |       |     | 1   |    |            | 2     |

### Dijon
| Ville            | Nom              | MP | MPI | PC | PT | PSI | BCPST | TSI | TPC | TB | ENS Cachan | Total |
| ---------------- | ---------------- | -- | --- | -- | -- | --- | ----- | --- | --- | -- | ---------- | ----- |
| Auxerre          | Jacques-Amyot    |    |     |    |    | 1   |       |     |     |    |            | 1     |
| Chalon-sur-Saône | Nicéphore-Niepce |    |     |    | 1  |     |       |     |     |    |            | 1     |
| Cluny            | La Prat's        |    |     |    | 1  |     |       |     |     |    |            | 1     |
| Dijon            | Carnot           | 1  | 2   | 2  |    | 1   | 1     |     |     |    |            | 7     |
| Dijon            | Gustave-Eiffel   |    |     |    | 1  | 1   |       | 1   |     |    |            | 3     |
| Nevers           | Alain-Colas      |    |     |    |    |     |       |     |     |    | 1          | 1     |
| Nevers           | Jules-Renard     |    |     |    | 1  |     |       |     |     |    |            | 1     |

### Grenoble
| Ville    | Nom               | MP | MPI | PC | PT | PSI | BCPST | TSI | TPC | TB | ENS Cachan | Total |
| -------- | ----------------- | -- | --- | -- | -- | --- | ----- | --- | --- | -- | ---------- | ----- |
| Annecy   | Louis-Berthollet  | 2  | 1   | 2  |    | 1   |       |     |     |    |            | 6     |
| Argonay  | Louis-Lachenal    |    |     |    | 1  |     |       |     |     |    |            | 1     |
| Chambéry | Vaugelas          | 1  |     |    |    | 1   |       |     |     |    |            | 2     |
| Chambéry | Monge             |    |     |    |    |     |       | 1   |     |    |            | 1     |
| Grenoble | Champollion       | 3  | 1   | 2  |    | 2   | 2     |     |     |    |            | 10    |
| Grenoble | Vaucanson         |    |     |    | 2  |     |       |     |     |    |            | 2     |
| Valence  | Camille-Vernet    | 1  |     | 1  |    | 1   |       |     |     |    |            | 3     |
| Voiron   | Ferdinand-Buisson |    |     |    | 1  |     |       |     |     |    |            | 1     |

- Enseignement privé :

| Ville   | Nom         | MP | MPI | PC | PT | PSI | BCPST | TSI | Total |
| ------- | ----------- | -- | --- | -- | -- | --- | ----- | --- | ----- |
| Annonay | Saint-Denis |    |     |    |    | 1   |       |     | 1     |

### Guadeloupe
| Ville        | Nom             | MP | MPI | PC | PT | PSI | BCPST | TSI | TPC | TB | ENS Cachan | Total |
| ------------ | --------------- | -- | --- | -- | -- | --- | ----- | --- | --- | -- | ---------- | ----- |
| Baie-Mahault | Charles-Coëffin |    | 1   |    | 1  |     |       |     |     |    |            | 2     |
| Les Abymes   | Baimbridge      | 1  |     | 1  |    | 1   | 1     |     |     |    |            | 4     |

### Guyane
| Ville           | Nom                | MP | MPI | PC | PT | PSI | BCPST | TSI | TPC | TB | ENS Cachan | Total |
| --------------- | ------------------ | -- | --- | -- | -- | --- | ----- | --- | --- | -- | ---------- | ----- |
| Remire-Montjoly | Léon-Gontran-Damas |    |     |    |    | 1   |       |     |     |    |            | 1     |

### Lille
| Ville            | Nom             | MP | MPI | PC | PT | PSI | BCPST | TSI | TPC | TB | ENS Cachan | Total |
| ---------------- | --------------- | -- | --- | -- | -- | --- | ----- | --- | --- | -- | ---------- | ----- |
| Armentières      | Gustave-Eiffel  |    |     |    | 2  |     |       |     |     |    |            | 2     |
| Arras            | Guy Mollet      |    | 1   |    |    |     |       |     |     |    |            | 1     |
| Arras            | Robespierre     | 1  |     | 1  |    | 1   | 1     |     |     |    |            | 4     |
| Boulogne-sur-Mer | Mariette        | 1  |     |    |    |     |       |     |     |    |            | 1     |
| Denain           | Alfred Kastler  |    | 1   |    |    |     |       |     |     |    |            | 1     |
| Douai            | Albert-Châtelet | 1  |     | 1  |    | 1   | 1     |     |     |    |            | 4     |
| Dunkerque        | Jean-Bart       | 1  |     | 1  |    | 1   |       |     |     |    |            | 3     |
| Dunkerque        | De L'Europe     |    |     |    | 1  |     |       |     |     |    |            | 1     |
| Lille            | Faidherbe       | 2  | 1   | 2  |    | 1   | 2     |     |     |    |            | 8     |
| Lille            | César-Baggio    |    |     |    | 2  | 2   |       |     |     |    |            | 4     |
| Lille            | Valentine-Labbé |    |     |    |    |     |       | 1   |     |    |            | 1     |
| Tourcoing        | Colbert         |    | 1   |    |    |     |       | 1   |     |    |            | 2     |
| Valenciennes     | Henri-Wallon    | 2  | 1   | 2  |    | 1   |       |     |     |    |            | 6     |
| Valenciennes     | Du Hainaut      |    |     |    |    |     |       | 1   |     |    |            | 1     |

- Enseignement privé :

| Ville           | Nom                 | MP | MPI | PC | PT | PSI | BCPST | TSI | Total |
| --------------- | ------------------- | -- | --- | -- | -- | --- | ----- | --- | ----- |
| Lille           | Saint-Pierre        |    |     |    |    | 1   |       |     | 1     |
| Beaucamps-Ligny | Sainte-Marie        |    |     | 1  |    |     |       |     | 1     |
| Maubeuge        | Notre-Dame-de-Grâce | 1  |     |    |    |     |       |     | 1     |
| Roubaix         | Saint-Rémi          | 1  |     |    |    |     |       |     | 1     |

### Limoges
| Ville              | Nom             | MP | MPI | PC | PT | PSI | BCPST | TSI | TPC | TB | ENS Cachan | Total |
| ------------------ | --------------- | -- | --- | -- | -- | --- | ----- | --- | --- | -- | ---------- | ----- |
| Brive-la-Gaillarde | Georges-Cabanis |    |     |    |    |     |       | 1   |     |    |            | 1     |
| Tulle              | Edmond-Perrier  |    |     | 1  |    |     |       |     |     |    |            | 1     |
| Limoges            | Gay-Lussac      | 1  | 1   | 1  |    | 1   |       |     |     |    |            | 4     |
| Limoges            | Turgot          |    |     |    | 1  |     |       |     |     |    |            | 1     |
| Limoges            | Léonard-Limosin |    |     |    |    |     | 1     |     |     |    |            | 1     |

### Lyon
| Ville           | Nom                      | MP | MPI | PC | PT | PSI | BCPST | TSI | TPC | TB | ENS Cachan | Total |
| --------------- | ------------------------ | -- | --- | -- | -- | --- | ----- | --- | --- | -- | ---------- | ----- |
| Bourg-en-Bresse | Lalande                  | 1  |     | 1  |    |     |       |     |     |    |            | 2     |
| Lyon 1er        | La Martinière Diderot    |    |     |    |    |     |       |     |     |    | 1          | 1     |
| Lyon 9e         | La Martinière Duchère    |    |     |    |    |     |       |     |     | 1  |            | 1     |
| Lyon 5e         | Édouard-Branly           |    |     |    |    |     |       | 1   |     |    |            | 1     |
| Lyon 6e         | Du Parc                  | 1  | 2   | 3  |    | 2   | 3     |     |     |    |            | 11    |
| Lyon 8e         | La Martinière Monplaisir | 2  |     | 2  | 2  | 2   | 1     |     |     |    |            | 9     |
| Lyon 9e         | Jean-Perrin              | 1  |     | 1  |    | 1   |       |     |     |    |            | 3     |
| Saint-Étienne   | Claude-Fauriel           |    | 2   | 2  |    |     | 1     |     |     |    |            | 5     |
| Saint-Étienne   | Mimard                   |    |     |    | 1  | 1   |       | 1   |     |    |            | 3     |

- Enseignement privé :

| Ville        | Nom                 | MP | MPI | PC | PT | PSI | BCPST | TSI | Total |
| ------------ | ------------------- | -- | --- | -- | -- | --- | ----- | --- | ----- |
| Lyon 5e      | Aux Lazaristes      |    | 2   | 2  | 1  | 2   |       | 1   | 8     |
| La Mulatière | Assomption-Bellevue |    |     | 1  |    |     | 1     |     | 2     |

### Martinique
| Ville          | Nom             | MP | MPI | PC | PT | PSI | BCPST | TSI | TPC | TB | ENS Cachan | Total |
| -------------- | --------------- | -- | --- | -- | -- | --- | ----- | --- | --- | -- | ---------- | ----- |
| Ducos          | Centre sud      |    |     |    |    |     | 1     |     |     |    |            | 1     |
| Fort-de-France | Bellevue        | 1  |     | 1  |    | 1   |       |     |     |    |            | 3     |
| Fort-de-France | Joseph-Gaillard |    |     |    |    |     |       | 1   |     |    |            | 1     |

### Mayotte
| Ville     | Nom    | MP | MPI | PC | PT | PSI | BCPST | TSI | TPC | TB | ENS Cachan | Total |
| --------- | ------ | -- | --- | -- | -- | --- | ----- | --- | --- | -- | ---------- | ----- |
| Mamoudzou | Bamana |    |     |    | 1  |     |       |     |     |    |            | 1     |

### Montpellier
| Ville       | Nom                            | MP | MPI | PC | PT | PSI | BCPST | TSI | TPC | TB | ENS Cachan | Total |
| ----------- | ------------------------------ | -- | --- | -- | -- | --- | ----- | --- | --- | -- | ---------- | ----- |
| Alès        | Jean-Baptiste-Dumas            |    |     |    |    |     |       | 1   |     |    |            | 1     |
| Montpellier | Joffre                         | 3  |     | 2  |    | 2   | 1     |     |     |    |            | 8     |
| Montpellier | Jean-Mermoz                    |    |     |    | 1  |     |       |     | 1   |    |            | 2     |
| Sète        | Frédéric-et-Irène-Joliot-Curie |    |     |    |    |     |       | 1   |     |    |            | 1     |
| Nîmes       | Alphonse-Daudet                | 1  |     | 1  |    | 1   |       |     |     |    |            | 3     |
| Nîmes       | Ernest-Hemingway               |    |     |    |    |     |       |     |     |    | 1          | 1     |
| Nîmes       | Dhuoda                         |    |     |    | 1  |     |       |     |     |    |            | 1     |
| Perpignan   | François-Arago                 | 1  |     | 1  |    | 1   |       |     |     |    |            | 3     |

- Enseignement privé :

| Ville               | Nom                       | MP | MPI | PC | PT | PSI | BCPST | TSI | Total |
| ------------------- | ------------------------- | -- | --- | -- | -- | --- | ----- | --- | ----- |
| Nîmes               | Emmanuel d'Alzon          | 1  |     |    |    |     | 1     | 1   | 3     |
| Montpellier         | Notre-Dame de la Merci    | 1  |     |    |    |     |       |     | 1     |
| Montferrier-sur-Lez | Saint-Joseph-Pierre-Rouge |    |     |    |    | 1   |       |     | 1     |

### Nancy-Metz
| Ville   | Nom                   | MP | MPI | PC | PT | PSI | BCPST | TSI | TPC | TB | ENS Cachan | Total |
| ------- | --------------------- | -- | --- | -- | -- | --- | ----- | --- | --- | -- | ---------- | ----- |
| Épinal  | Claude-Gellée         | 1  |     |    |    |     |       |     |     |    |            | 1     |
| Forbach | Jean-Moulin           | 1  |     |    |    |     |       |     |     |    |            | 1     |
| Metz    | Fabert                | 2  |     | 2  |    | 1   |       |     |     |    |            | 5     |
| Metz    | Georges-de-La-Tour    |    |     |    |    |     | 1     |     |     |    |            | 1     |
| Metz    | Louis-de-Cormontaigne |    |     |    | 1  | 1   |       |     |     |    |            | 2     |
| Metz    | Louis-Vincent         |    |     |    |    |     |       | 1   |     |    |            | 1     |
| Nancy   | Henri-Poincaré        | 2  | 1   | 2  |    | 1   | 2     |     |     |    |            | 8     |
| Nancy   | Henri-Loritz          |    |     |    | 1  | 2   |       |     |     |    |            | 3     |

### Nantes
| Ville         | Nom                         | MP | MPI | PC | PT | PSI | BCPST | TSI | TPC | TB | ENS Cachan | Total |
| ------------- | --------------------------- | -- | --- | -- | -- | --- | ----- | --- | --- | -- | ---------- | ----- |
| Angers        | Henri-Bergson               | 1  |     | 1  |    | 1   |       |     |     |    |            | 3     |
| Angers        | Chevrollier                 |    |     |    | 1  |     |       |     |     |    |            | 1     |
| Le Mans       | Montesquieu                 | 1  |     | 1  |    | 1   |       |     |     |    |            | 3     |
| Le Mans       | Gabriel-Touchard-Washington |    |     |    | 1  |     |       | 1   |     |    |            | 2     |
| Nantes        | Georges-Clemenceau          | 2  | 1   | 2  |    | 2   | 2     |     |     |    |            | 9     |
| Nantes        | Eugène-Livet                |    |     |    | 2  |     |       |     |     |    |            | 2     |
| Saint-Nazaire | Aristide Briand             |    |     | 1  |    |     |       | 1   |     |    |            | 2     |

- Enseignement privé :

| Ville                 | Nom                     | MP | MPI | PC | PT | PSI | BCPST | TSI | Total |
| --------------------- | ----------------------- | -- | --- | -- | -- | --- | ----- | --- | ----- |
| Nantes                | Les Enfants-Nantais     |    |     |    |    |     | 1     |     | 1     |
| Nantes                | Saint-Stanislas         | 1  |     | 1  |    | 1   |       |     | 3     |
| Angers                | Saint-Martin            |    |     |    |    | 1   |       |     | 1     |
| La Roche-sur-Yon      | Saint-François d'Assise | 1  |     |    |    |     |       |     | 1     |
| Saint-Sylvain-d'Anjou | Saint-Aubin La Salle    |    |     |    | 1  |     |       |     | 1     |

### Nice
| Ville    | Nom                    | MP | MPI | PC | PT | PSI | BCPST | TSI | TPC | TB | ENS Cachan | Total |
| -------- | ---------------------- | -- | --- | -- | -- | --- | ----- | --- | --- | -- | ---------- | ----- |
| Nice     | Masséna                | 2  |     | 2  |    | 1   | 1     |     |     |    |            | 6     |
| Nice     | Les Eucalyptus         |    |     |    | 2  | 1   |       |     |     |    |            | 3     |
| Cannes   | Jules-Ferry            |    |     |    |    |     |       | 1   |     |    |            | 1     |
| Toulon   | Jules-Dumont-d'Urville |    |     |    | 1  |     |       |     |     |    |            | 1     |
| Toulon   | Rouvière               |    |     |    | 1  |     |       | 1   |     |    |            | 2     |
| Valbonne | Lycée international    | 1  | 1   | 1  |    | 1   |       |     |     |    |            | 4     |

- Enseignement privé :

| Ville  | Nom       | MP | MPI | PC | PT | PSI | BCPST | TSI | Total |
| ------ | --------- | -- | --- | -- | -- | --- | ----- | --- | ----- |
| Cannes | Stanislas | 1  |     |    |    | 1   |       |     | 2     |

### Normandie (Caen et Rouen)
| Ville                 | Nom                    | MP | MPI | PC | PT | PSI | BCPST | TSI | TPC | TB | ENS Cachan | Total |
| --------------------- | ---------------------- | -- | --- | -- | -- | --- | ----- | --- | --- | -- | ---------- | ----- |
| Caen                  | Malherbe               | 3  |     |    |    |     | 2     |     |     |    |            | 5     |
| Caen                  | Victor-Hugo            |    |     | 2  |    | 1   |       |     |     |    |            | 3     |
| Caen                  | Jules-Dumont-d'Urville |    |     |    | 1  |     |       |     |     |    |            | 1     |
| Cherbourg-en-Cotentin | Victor-Grignard        | 1  |     |    |    |     |       |     |     |    |            | 1     |
| Évreux                | Aristide-Briand        |    |     | 1  |    | 1   |       |     |     |    |            | 2     |
| Le Havre              | François-Ier           | 1  |     | 1  |    |     |       |     |     |    |            | 2     |
| Le Havre              | Schuman-Perret         |    |     |    | 1  |     |       |     |     |    |            | 1     |
| Rouen                 | Pierre-Corneille       | 2  |     | 2  |    | 1   | 1     |     |     |    |            | 6     |
| Rouen                 | Blaise-Pascal          |    |     |    | 1  |     |       |     |     |    |            | 1     |
| Sotteville-lès-Rouen  | Marcel-Sembat          |    |     |    |    |     |       | 1   |     |    |            | 1     |

- Enseignement privé :

| Ville | Nom          | MP | MPI | PC | PT | PSI | BCPST | TSI | Total |
| ----- | ------------ | -- | --- | -- | -- | --- | ----- | --- | ----- |
| Caen  | Sainte-Marie |    |     | 1  |    |     |       |     | 1     |

### Orléans-Tours
| Ville    | Nom                           | MP | MPI | PC | PT | PSI | BCPST | TSI | TPC | TB | ENS Cachan | Total |
| -------- | ----------------------------- | -- | --- | -- | -- | --- | ----- | --- | --- | -- | ---------- | ----- |
| Blois    | François-Philibert-Dessaignes | 1  |     |    |    |     |       |     |     |    |            | 1     |
| Bourges  | Alain-Fournier                | 1  |     |    |    |     |       |     |     |    |            | 1     |
| Chartres | Marceau                       | 1  |     | 1  |    |     |       |     |     |    |            | 2     |
| Orléans  | Pothier                       | 3  |     | 2  |    | 2   | 1     |     |     |    |            | 8     |
| Orléans  | Benjamin-Franklin             |    |     |    | 1  |     |       | 1   |     |    |            | 2     |
| Tours    | Descartes                     | 2  | 1   | 2  |    | 2   | 1     |     |     |    |            | 8     |
| Tours    | Jacques-de-Vaucanson          |    |     |    | 2  |     |       |     |     |    |            | 2     |

- Enseignement privé :

| Ville   | Nom           | MP | MPI | PC | PT | PSI | BCPST | TSI | Total |
| ------- | ------------- | -- | --- | -- | -- | --- | ----- | --- | ----- |
| Orléans | Saint-Charles | 1  |     |    |    |     |       |     | 1     |

### Paris
| Ville     | Nom                     | MP | MPI | PC | PT | PSI | BCPST | TSI | TPC | TB | ENS Cachan | Total |
| --------- | ----------------------- | -- | --- | -- | -- | --- | ----- | --- | --- | -- | ---------- | ----- |
| Paris 3e  | Turgot                  |    |     | 1  |    |     |       |     |     |    |            | 1     |
| Paris 3e  | Duperré-ESAA            |    |     |    |    |     |       |     |     |    | 1          | 1     |
| Paris 4e  | Charlemagne             | 2  |     | 2  |    |     |       |     |     |    |            | 1     |
| Paris 5e  | Louis-le-Grand          | 4  | 1   | 3  |    | 1   |       |     |     |    |            | 9     |
| Paris 5e  | Henri-IV                | 2  |     | 1  |    |     | 1     |     |     |    |            | 4     |
| Paris 5e  | Lavoisier               |    |     | 1  |    |     |       |     |     |    |            | 1     |
| Paris 6e  | Saint-Louis             | 3  | 1   | 4  |    | 5   | 3     |     |     |    |            | 16    |
| Paris 6e  | Fénelon                 | 2  |     | 1  |    |     | 1     |     |     |    |            | 4     |
| Paris 8e  | Chaptal                 | 2  |     | 2  | 1  | 2   | 2     |     |     |    |            | 9     |
| Paris 9e  | Condorcet               | 2  |     | 1  |    | 1   |       |     |     |    |            | 4     |
| Paris 9e  | Jacques-Decour          | 1  |     | 1  |    | 2   |       |     |     |    |            | 4     |
| Paris 11e | Dorian                  |    |     |    | 1  |     |       |     |     |    |            | 1     |
| Paris 11e | Voltaire                |    |     |    | 1  |     |       |     |     |    |            | 1     |
| Paris 12e | Paul-Valéry             | 1  | 1   |    |    | 1   |       |     |     |    |            | 3     |
| Paris 13e | Pierre-Gilles-de-Gennes | 1  |     | 1  |    | 1   | 1     |     |     | 1  |            | 5     |
| Paris 14e | Raspail                 |    |     |    | 2  | 1   |       | 1   |     |    |            | 4     |
| Paris 15e | Buffon                  | 1  |     | 1  |    | 1   |       |     |     |    |            | 3     |
| Paris 16e | Janson-de-Sailly        | 3  | 1   | 3  |    | 2   | 2     |     |     |    |            | 11    |
| Paris 16e | Jean-Baptiste-Say       |    |     |    | 1  | 1   | 1     |     |     |    |            | 3     |
| Paris 16e | Claude-Bernard          | 1  |     |    |    | 2   |       |     |     |    |            | 3     |
| Paris 17e | Carnot                  |    |     | 1  |    |     |       |     |     |    |            | 1     |
| Paris 17e | Honoré-de-Balzac        |    |     | 1  |    |     |       |     |     |    |            | 1     |

- Enseignement privé :

| Ville    | Nom                  | MP | MPI | PC | PT | PSI | BCPST | TSI | Total |
| -------- | -------------------- | -- | --- | -- | -- | --- | ----- | --- | ----- |
| Paris 6e | Stanislas            | 2  |     | 2  |    | 2   |       |     | 6     |
| Paris 6e | Saint-Nicolas        |    |     |    |    |     |       | 1   | 1     |
| Paris 8e | Fénelon-Sainte-Marie |    | 2   | 1  |    | 1   |       |     | 4     |

### Poitiers
| Ville       | Nom             | MP | MPI | PC | PT | PSI | BCPST | TSI | TPC | TB | ENS Cachan | Total |
| ----------- | --------------- | -- | --- | -- | -- | --- | ----- | --- | --- | -- | ---------- | ----- |
| La Rochelle | Jean-Dautet     | 1  |     |    |    | 1   |       |     |     |    |            | 2     |
| La Rochelle | Léonce-Vieljeux |    |     |    |    |     |       | 1   |     |    |            | 1     |
| Poitiers    | Camille-Guérin  | 1  | 1   | 1  |    | 1   | 2     |     |     |    |            | 7     |
| Poitiers    | Nelson-Mandela  |    |     |    | 1  |     |       |     |     |    |            | 1     |

### Reims
| Ville  | Nom                | MP | MPI | PC | PT | PSI | BCPST | TSI | TPC | TB | ENS Cachan | Total |
| ------ | ------------------ | -- | --- | -- | -- | --- | ----- | --- | --- | -- | ---------- | ----- |
| Reims  | Franklin-Roosevelt |    | 1   | 2  | 1  | 2   |       |     |     |    |            | 6     |
| Reims  | Georges-Clemenceau | 2  |     |    |    |     | 1     |     |     |    |            | 3     |
| Troyes | Chrétien-de-Troyes | 1  |     | 1  |    | 1   |       |     |     |    |            | 3     |
| Troyes | Lombards           |    |     |    |    |     |       | 1   |     |    |            | 1     |

### Rennes
| Ville        | Nom                            | MP | MPI | PC | PT | PSI | BCPST | TSI | TPC | TB | ENS Cachan | Total |
| ------------ | ------------------------------ | -- | --- | -- | -- | --- | ----- | --- | --- | -- | ---------- | ----- |
| Brest        | La Pérouse-Kerichen            | 2  |     | 2  |    |     |       |     |     |    |            | 4     |
| Brest        | Vauban                         |    |     |    | 1  | 1   |       |     |     |    |            | 2     |
| Lorient      | Dupuy-de-Lôme                  | 1  |     | 1  |    | 1   |       |     |     |    |            | 3     |
| Quimper      | Auguste-Brizeux                |    |     | 1  |    | 1   |       |     |     |    |            | 2     |
| Rennes       | François-René-de-Chateaubriand | 3  |     | 2  |    | 2   | 3     |     |     |    |            | 10    |
| Rennes       | Joliot-Curie                   |    |     |    | 1  | 1   |       |     |     |    |            | 2     |
| Saint-Brieuc | François-Rabelais              | 1  |     | 1  |    | 1   |       |     |     |    |            | 3     |
| Saint-Brieuc | Chaptal                        |    |     |    |    |     |       | 1   |     |    |            | 1     |
| Vannes       | Alain-René-Lesage              | 1  | 1   |    | 1  |     |       |     |     |    |            | 3     |

- Enseignement privé :

| Ville   | Nom            | MP | MPI | PC | PT | PSI | BCPST | TSI | Total |
| ------- | -------------- | -- | --- | -- | -- | --- | ----- | --- | ----- |
| Brest   | La Croix-Rouge |    |     |    | 1  |     |       |     | 1     |
| Brest   | Sainte-Anne    | 1  |     | 1  |    | 1   |       |     | 3     |
| Rennes  | Assomption     |    |     | 1  |    | 1   |       |     | 2     |
| Lorient | Saint-Joseph   |    |     |    |    |     |       | 1   | 1     |

### Réunion
| Ville        | Nom                  | MP | MPI | PC | PT | PSI | BCPST | TSI | TPC | TB | ENS Cachan | Total |
| ------------ | -------------------- | -- | --- | -- | -- | --- | ----- | --- | --- | -- | ---------- | ----- |
| Saint-Denis  | Leconte-de-Lisle     | 1  |     | 1  |    | 1   |       |     |     |    |            | 3     |
| Saint-Denis  | Lislet-Geoffroy      |    |     |    | 1  |     |       |     |     |    |            | 1     |
| Le Tampon    | Rolland-Garros       |    |     |    |    | 1   | 1     |     |     |    |            | 2     |
| Saint-Benoît | Amiral Pierre-Bouvet |    |     |    |    |     |       | 1   |     |    |            | 1     |

- Enseignement privé :

| Ville        | Nom           | MP | MPI | PC | PT | PSI | BCPST | TSI | Total |
| ------------ | ------------- | -- | --- | -- | -- | --- | ----- | --- | ----- |
| Saint-Pierre | Saint-Charles | 1  |     |    |    |     |       |     | 1     |

### Strasbourg
| Ville      | Nom                      | MP | MPI | PC | PT | PSI | BCPST | TSI | TPC | TB | ENS Cachan | Total |
| ---------- | ------------------------ | -- | --- | -- | -- | --- | ----- | --- | --- | -- | ---------- | ----- |
| Colmar     | Blaise-Pascal            |    |     |    |    |     |       | 1   |     |    |            | 1     |
| Haguenau   | Alphonse-Heinrich-Nessel |    |     |    |    |     |       | 1   |     |    |            | 1     |
| Mulhouse   | Albert-Schweitzer        | 2  |     | 1  |    | 1   |       |     |     |    |            | 4     |
| Mulhouse   | Lavoisier                |    |     |    |    |     |       |     | 1   |    |            | 1     |
| Strasbourg | Jean-Baptiste-Kléber     | 3  | 1   | 2  |    | 3   |       |     |     |    |            | 9     |
| Strasbourg | Louis-Couffignal         |    |     |    | 2  | 1   |       |     |     |    |            | 3     |
| Strasbourg | Jean-Rostand             |    |     |    |    |     | 1     |     |     | 1  |            | 1     |

- Enseignement privé :

| Ville      | Nom           | MP | MPI | PC | PT | PSI | BCPST | TSI | Total |
| ---------- | ------------- | -- | --- | -- | -- | --- | ----- | --- | ----- |
| Strasbourg | Saint-Étienne |    |     |    |    | 1   |       |     | 1     |
| Strasbourg | Ort           |    |     |    |    | 1   |       |     | 1     |

### Toulouse
| Ville                    | Nom                | MP | MPI | PC | PT | PSI | BCPST | TSI | TPC | TB | ENS Cachan | Total |
| ------------------------ | ------------------ | -- | --- | -- | -- | --- | ----- | --- | --- | -- | ---------- | ----- |
| Rodez                    | Ferdinand-Foch     | 1  |     |    |    |     |       |     |     |    |            | 1     |
| Albi                     | Louis-Rascol       |    |     |    |    |     |       | 1   |     |    |            | 1     |
| Albi                     | Lapérouse          |    |     | 1  |    | 1   |       |     |     |    |            | 2     |
| Castres                  | Borde-Basse        | 1  |     |    |    |     |       |     |     |    |            | 1     |
| Tarbes                   | Théophile-Gautier  |    |     | 1  |    |     |       |     |     |    |            | 1     |
| Tarbes                   | Jean-Dupuy         |    |     |    | 1  |     |       |     |     |    |            | 1     |
| Montauban                | Antoine-Bourdelle  |    |     |    | 1  |     |       |     |     |    |            | 1     |
| Saint-Orens-de-Gameville | Pierre-Paul-Riquet |    |     |    |    |     |       | 1   |     |    |            | 1     |
| Toulouse                 | Pierre-de-Fermat   | 2  | 1   | 2  |    | 1   | 2     |     |     |    |            | 8     |
| Toulouse                 | Déodat-de-Séverac  |    |     | 1  | 1  | 1   |       |     |     |    |            | 3     |
| Toulouse                 | Bellevue           | 1  |     | 1  |    | 1   |       |     |     |    |            | 3     |
| Toulouse                 | Ozenne             |    |     |    |    |     | 1     |     |     | 1  |            | 2     |
| Toulouse                 | Rive Gauche        |    |     |    |    |     |       |     |     |    | 1          | 1     |

- Enseignement privé :

| Ville | Nom     | MP | MPI | PC | PT | PSI | BCPST | TSI | Total |
| ----- | ------- | -- | --- | -- | -- | --- | ----- | --- | ----- |
| Balma | Saliège |    |     | 2  |    | 1   |       |     | 3     |

### Versailles
| Ville                  | Nom                 | MP | MPI | PC | PT | PSI | BCPST | TSI | TPC | TB | ENS Cachan | Total |
| ---------------------- | ------------------- | -- | --- | -- | -- | --- | ----- | --- | --- | -- | ---------- | ----- |
| Montigny-le-Bretonneux | Descartes           |    |     | 1  |    |     |       |     |     |    |            | 1     |
| Clichy                 | Newton-Enrea        |    |     |    | 1  |     |       |     |     |    |            | 1     |
| Enghien-les-Bains      | Gustave-Monod       | 1  |     | 1  |    |     |       |     |     |    |            | 2     |
| Évry                   | Parc-des-Loges      | 1  |     |    |    | 1   |       |     |     |    |            | 2     |
| Corbeil                | Robert-Doisneau     |    |     |    |    |     |       | 1   |     |    |            | 1     |
| Mantes-la-Jolie        | Saint-Exupéry       | 1  |     |    |    |     |       |     |     |    |            | 1     |
| Massy                  | Parc-de-Vilgénis    |    |     |    | 1  |     |       |     |     |    |            | 1     |
| Les Ulis               | L'Essouriau         |    |     |    |    | 1   |       |     |     |    |            | 1     |
| Neuilly-sur-Seine      | Louis-Pasteur       | 2  |     | 2  |    | 1   |       |     |     |    |            | 5     |
| Orsay                  | Blaise-Pascal       | 1  |     | 1  |    | 1   |       |     |     |    |            | 3     |
| Pontoise               | Camille-Pissarro    | 1  |     |    |    |     |       |     |     |    |            | 1     |
| Argenteuil             | Jean-Jaurès         |    |     |    |    | 1   |       |     |     |    |            | 1     |
| Rueil-Malmaison        | Richelieu           |    |     |    |    |     |       | 1   |     |    |            | 1     |
| Savigny-sur-Orge       | Jean-Baptiste-Corot | 1  |     | 1  |    |     |       |     |     |    |            | 2     |
| Sceaux                 | Lakanal             | 1  |     | 2  |    | 1   | 2     |     |     |    |            | 6     |
| Saint-Germain-en-Laye  | Jeanne-d'Albret     | 1  |     | 1  |    | 1   |       |     |     |    |            | 3     |
| Saint-Ouen-l'Aumône    | Jean-Perrin         |    |     |    |    |     |       | 1   |     |    |            | 1     |
| Boulogne-Billancourt   | Jacques-Prévert     |    |     |    |    |     | 1     |     |     |    |            | 1     |
| Vanves                 | Michelet            | 1  |     | 1  |    | 1   |       |     |     |    |            | 3     |
| Versailles             | Hoche               |    | 2   | 2  |    | 1   | 2     |     |     |    |            | 7     |
| Versailles             | Jules-Ferry         |    |     |    | 2  | 1   |       | 1   |     |    |            | 4     |

- Enseignement privé :

| Ville           | Nom              | MP | MPI | PC | PT | PSI | BCPST | TSI | Total |
| --------------- | ---------------- | -- | --- | -- | -- | --- | ----- | --- | ----- |
| Versailles      | Sainte-Geneviève | 3  |     | 3  | 1  | 1   | 1     |     | 9     |
| Corbeil         | Saint-Léon       |    |     |    | 1  |     |       |     | 1     |
| Antony          | Sainte-Marie     | 1  |     | 1  |    | 1   |       |     | 3     |
| Rueil-Malmaison | Passy-Buzenval   |    |     |    | 1  |     |       |     | 1     |

### Nouvelle-Calédonie
| Ville  | Nom           | MP | MPI | PC | PT | PSI | BCPST | TSI | TPC | TB | ENS Cachan | Total |
| ------ | ------------- | -- | --- | -- | -- | --- | ----- | --- | --- | -- | ---------- | ----- |
| Nouméa | Jules-Garnier |    |     |    | 1  | 1   |       |     |     |    |            | 2     |

### Polynésie française
| Ville | Nom       | MP | MPI | PC | PT | PSI | BCPST | TSI | TPC | TB | ENS Cachan | Total |
| ----- | --------- | -- | --- | -- | -- | --- | ----- | --- | --- | -- | ---------- | ----- |
| Pirae | De Taaone |    |     |    | 1  |     |       |     |     |    |            | 1     |

## Filières scientifiques après un BTS ou un DUT
Chacun des établissements de cette liste comporte une division de la spécialité indiquée.
| Académie               | Ville               | Nom                            | Spécialité                                |
| ---------------------- | ------------------- | ------------------------------ | ----------------------------------------- |
| Aix-Marseille          | Marseille           | Du Rempart                     | Ingénierie industrielle                   |
| Aix-Marseille          | Avignon             | Philippe-de-Girard             | Ingénierie industrielle                   |
| Aix-Marseille          | Aix-en-Provence     | Saint-Eloi (Étab. privé)       | Ingénierie industrielle                   |
| Amiens                 | Nogent-sur-Oise     | Marie-Curie                    | Ingénierie industrielle                   |
| Bordeaux               | Bordeaux            | Gustave-Eiffel                 | Ingénierie industrielle                   |
| Bordeaux               | Anglet              | Cantau                         | Génie civil                               |
| Clermont-Ferrand       | Clermont-Ferrand    | La-Fayette                     | Ingénierie industrielle                   |
| Créteil                | Champagne-sur-Seine | La-Fayette                     | Ingénierie industrielle                   |
| Créteil                | Saint-Denis         | Paul-Éluard                    | Ingénierie industrielle                   |
| Créteil                | Montreuil           | Lycée polyvalent               | Métiers de l'horticulture et des paysages |
| Dijon                  | Dijon               | Gustave-Eiffel                 | Ingénierie industrielle                   |
| Grenoble               | Grenoble            | André-Argouges                 | Ingénierie industrielle                   |
| Grenoble               | Valence             | Algoud-Laffemas                | Génie civil                               |
| Guyane                 | Matoury             | Balata                         | Génie civil                               |
| Lille                  | Lille               | César-Baggio                   | Ingénierie industrielle                   |
| Lille                  | Lomme               | Jean-Prouvé                    | Génie civil                               |
| Lille                  | Valenciennes        | De l'Escaut                    | Métiers de la chimie                      |
| Lyon                   | Lyon 5e             | Édouard-Branly                 | Ingénierie industrielle                   |
| Lyon                   | Lyon 1er            | La Martinière Diderot          | Métiers de la chimie                      |
| Montpellier            | Béziers             | Jean-Moulin                    | Ingénierie industrielle                   |
| Montpellier            | Nîmes               | Emmanuel-d'Alzon (Étab. privé) | Ingénierie industrielle                   |
| Nancy-Metz             | Épinal              | Pierre-Mendès-France           | Ingénierie industrielle                   |
| Nancy-Metz             | Laxou               | Emmanuel-Héré                  | Génie civil                               |
| Nantes                 | Nantes              | Eugène-Livet                   | Ingénierie industrielle                   |
| Nantes                 | Le Mans             | Gabriel-Touchard-Washington    | Ingénierie industrielle                   |
| Nice                   | Cannes              | Jules-Ferry                    | Ingénierie industrielle                   |
| Normandie (Caen-Rouen) | Caen                | Jules-Dumont-d'Urville         | Ingénierie industrielle et Génie civil    |
| Normandie (Caen-Rouen) | Caen                | Jules-Dumont-d'Urville         | Génie civil                               |
| Normandie (Caen-Rouen) | Rouen               | Blaise-Pascal                  | Ingénierie industrielle                   |
| Paris                  | Paris 19e           | Diderot                        | Ingénierie industrielle                   |
| Paris                  | Paris 19e           | Jacquard                       | Ingénierie industrielle                   |
| Paris                  | Paris 19e           | Saint-Lambert                  | Génie civil                               |
| Paris                  | Paris 13e           | Pierre-Gilles-de-Gennes        | Métiers de la chimie                      |
| Paris                  | Paris 13e           | Pierre-Gilles-de-Gennes        | Biologie                                  |
| Poitiers               | La Rochelle         | Léonce Vieljeux                | Ingénierie industrielle                   |
| Reims                  | Reims               | Arago                          | Ingénierie industrielle                   |
| Rennes                 | Rennes              | Joliot-Curie                   | Ingénierie industrielle                   |
| Rennes                 | Lannion             | Félix-Le-Dantec                | Ingénierie industrielle                   |
| Rennes                 | Quimper             | Yves Thépot                    | Ingénierie industrielle                   |
| Rennes                 | Redon               | Marcel-Callo (Étab. privé)     | Ingénierie industrielle                   |
| Réunion                | Le Tampon           | Roland-Garros                  | Ingénierie industrielle                   |
| Strasbourg             | Mulhouse            | Louis-Armand                   | Ingénierie industrielle                   |
| Toulouse               | Albi                | Louis-Rascol                   | Ingénierie industrielle                   |
| Toulouse               | Toulouse            | Déodat-de-Séverac              | Ingénierie industrielle                   |
| Toulouse               | Toulouse            | Joseph Gallieni                | Ingénierie industrielle                   |
| Versailles             | Argenteuil          | Jean-Jaurès                    | Ingénierie industrielle                   |
| Versailles             | Clichy              | Newton-Enrea                   | Ingénierie industrielle                   |
| Versailles             | Versailles          | Jules-Ferry                    | Ingénierie industrielle                   |
| Versailles             | Corbeil-Essonnes    | Robert-Doisneau                | Ingénierie industrielle                   |
| Versailles             | Gennevilliers       | Galilée                        | Biologie                                  |
| Nouvelle-Calédonie     | Nouméa              | Jules-Garnier                  | Ingénierie industrielle                   |